# Carnaval rural de Villodas
El carnaval rural de Villodas es una tradición que se celebra en el concejo de Villodas, en el municipio de Iruña de Oca en Álava.

## Historia
Los carnavales se festejaban el domingo de Quincuagésima y el martes siguiente. La costumbre bastante extendida de quemar pellejos para despedir el año tenía asimismo vigencia en las carnestolendas de Villodas hasta comienzos de siglo. Mozas y mozos se disfrazaban y recibían el nombre de porreros. El domingo por la mañana, la juventud recorría el pueblo llevando consigo teas encendidas y pellejos en fuego, colocados en el extremo de un palo. Esta exhibición solía ser muy ruidosa, saltando y bailando al son de varias panderetas. Concluido este paseo se reunían a comer en el campo, si el tiempo invitaba a ello. En caso contrario buscaban refugio en casa de alguna moza o mozo.

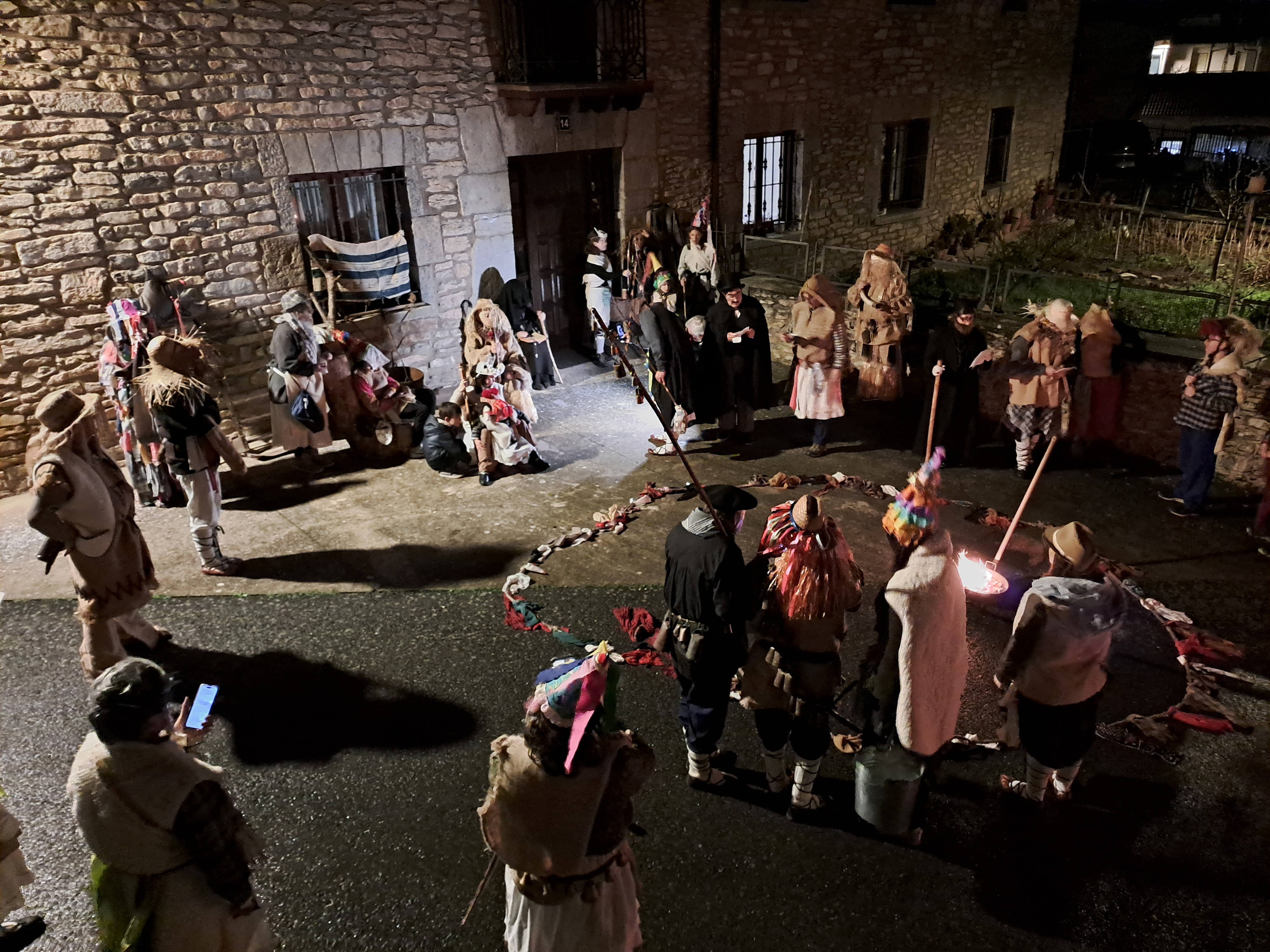
Cuestación por las casas

El martes se repetía el programa dominguero; pero este día aumentaba el número de los porreros de manera especial por la noche. En la noche del martes de Carnaval, la mayoría de la vecindad tomaba parte en la fiesta, de una forma u otra. Los porreros bailaban, gritaban y se movían desordenadamente de una parte a otra. La aldea se hallaba envuelta en humo e iluminada por el fuego de los viejos pellejos y las teas encendidas. Villodas ofrecía una lograda imagen carnavalesca, de la que hoy apenas queda recuerdo.

## Descripción
Después de 80 años sin celebrarse, tras su recuperación en 2012 por la Asociación Cultural Arkiz, se celebra el sábado siguiente al martes de carnaval.

### Personajes
Una semana antes, los participantes se reúnen para buscar ropas viejas y complementos para cada personaje (cencerros, carracas-matracas, cuernos, ramas, arado, paja, ceniza, baldes, melenas y fronteras para los bueyes, viejas botas y pellejos de vino, soga con trapos, etc.).
Los personajes principales del carnaval son:
- ALMA DEL CARNAVAL cuenta el cometido de cada personaje y explica el rito del Carnaval.

- LOS PORREROS ataviados con viejos sacos de yute, ropas sacadas de los desvanes y con coloridos sombreros que les tapan la cara.
- CENICEROS portan baldes con ceniza que han recogido previamente de las lumbres.
- LABRADOR Y BUEYES el labrador con boina y vara dirige la pareja de bueyes con frontera y melenas arrastrando un arado (rama grande de encina).

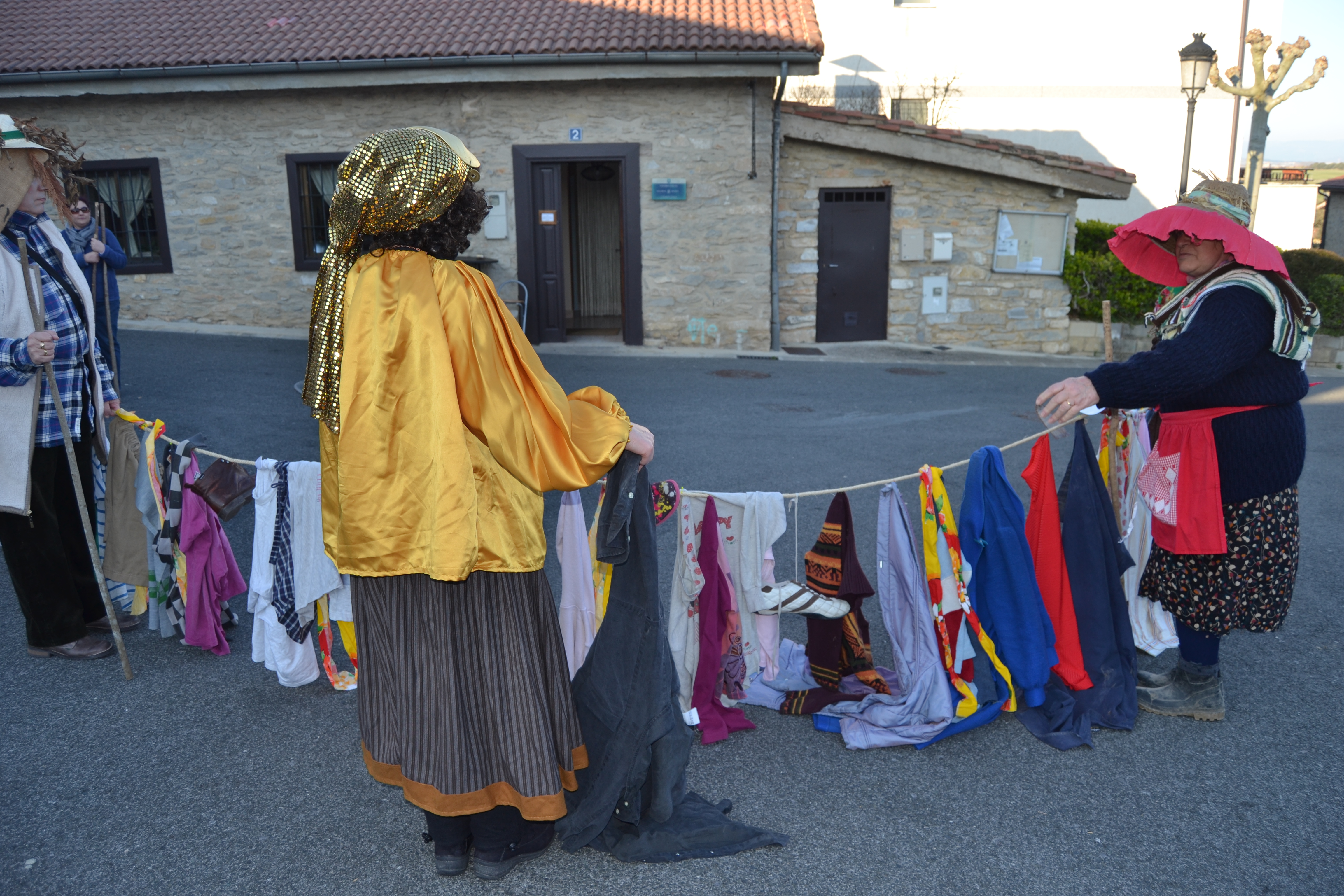
Alzando la soga

- Alzando la sogaCENCERREROS llevan atados a la cintura cencerros que hacen sonar con el movimiento.
- HERRADOR-CASTRADOR, lleva las herramientas propias de su oficio.
- CURA ataviado a la antigua usanza, sotana y bonete.
- PAREJA ANCIANA RECIEN CASADA, ella embarazada, ataviados con sus mejores galas.
- LOS PELLEJEROS llevan viejos pellejos en los bieldos y botas de vino.
- SOGA ARRASTRADA CON TODO LO VIEJO PARA QUEMAR, varios porreros arrastran la soga con viejos trapos para quemar
- HUMO un participante porta una carretilla con paja húmeda y boñigas de vaca que producen gran cantidad de humo purificador.

### Desarrollo

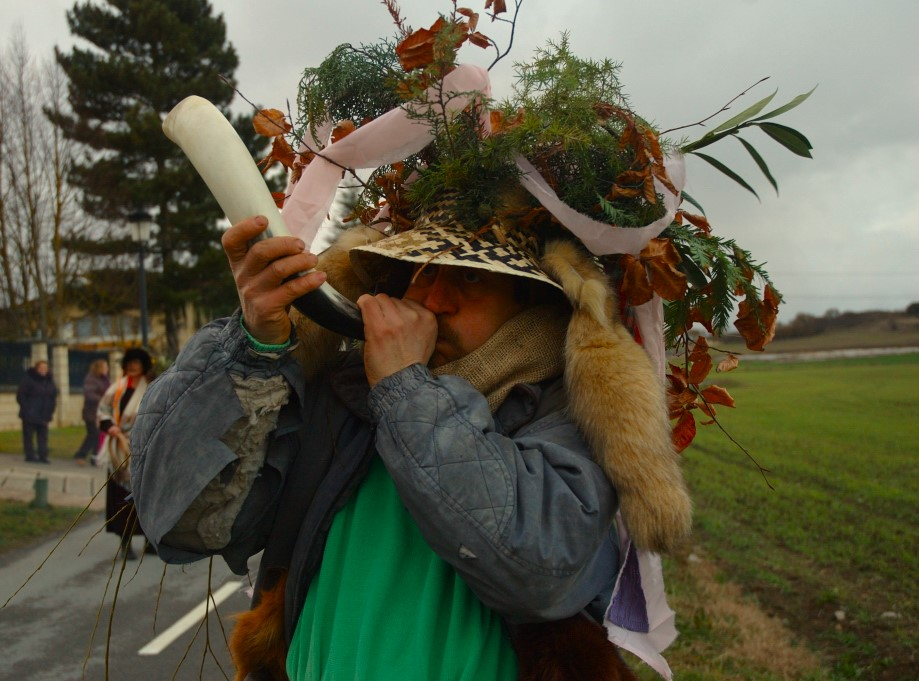
Tocando el cuerno, 2012

A media tarde quienes participan van llegado al pórtico de la iglesia para prepararse, esperando el repique de campanas y el toque de cuerno cinco veces, tras el que se inicia la fiesta. Dando grandes golpes en la puerta y vociferando, salen gritando formando una gran algarabía.
Los personajes recorren las calles del pueblo amenizados por la txaranga, parando en algunas casas del pueblo donde se canta la canción del carnaval, y la coplilla correspondiente a la casa para la cuestación. En la primera casa y en la plaza también hay unas danzas.
Finaliza el recorrido en la plaza donde El Alma del Carnaval, explica el sentido del rito del mismo y entabla conversación con cada personaje que cuenta cuál es su cometido dentro la fiesta.

## Reconocimientos
- Junto con otros 125 carnavales rurales que se organizan en distintas localidades de Álava fueron la primera manifestación cultural inmaterial registrada y catalogada por la Administración vasca en el año 2015.[10][11]